# Comuna Salcia, Mehedinți
Salcia este o comună în județul Mehedinți, Oltenia, România, formată numai din satul de reședință cu același nume.

## Demografie
Componența etnică a comunei Salcia
     Români (93,05%)
     Alte etnii (0%)
     Necunoscută (6,95%)
Componența confesională a comunei Salcia
     Ortodocși (92,96%)
     Alte religii (0,04%)
     Necunoscută (7%)
Conform recensământului efectuat în 2021, populația comunei Salcia se ridică la 2.416 locuitori, în scădere față de recensământul anterior din 2011, când fuseseră înregistrați 2.794 de locuitori. Majoritatea locuitorilor sunt români (93,05%), iar pentru 6,95% nu se cunoaște apartenența etnică. Din punct de vedere confesional, majoritatea locuitorilor sunt ortodocși (92,96%), iar pentru 7% nu se cunoaște apartenența confesională.

## Politică și administrație
Comuna Salcia este administrată de un primar și un consiliu local compus din 11 consilieri. Primarul, Gelu Pantelimon[*], de la Partidul Social Democrat, este în funcție din 2008. Începând cu alegerile locale din 2024, consiliul local are următoarea componență pe partide politice:
|  | Partid                          | Consilieri | Componența Consiliului | Componența Consiliului | Componența Consiliului | Componența Consiliului | Componența Consiliului | Componența Consiliului |
|  | ------------------------------- | ---------- | ---------------------- | ---------------------- | ---------------------- | ---------------------- | ---------------------- | ---------------------- |
|  | Partidul Social Democrat        | 6          |                        |                        |                        |                        |                        |                        |
|  | Alianța pentru Unirea Românilor | 2          |                        |                        |                        |                        |                        |                        |
|  | Partidul Național Liberal       | 2          |                        |                        |                        |                        |                        |                        |
|  | Alianța Dreapta Unită           | 1          |                        |                        |                        |                        |                        |                        |